# Movimento beta

Exemplo do efeito do movimento beta

Movimento Beta ou fenómeno Beta é uma ilusão de percepção, descrita por Max Wertheimer, em 1912, na obra Estudos Experimentais na Visualização do Movimento (Experimental Studies on the Seeing of Motion). Segundo essa teoria, duas ou mais imagens paradas, próximas entre si, surgindo uma depois da outra, são "vistas" pelo cérebro como uma única imagem em movimento. Isso costuma ser erroneamente confundido com o movimento phi que, embora semelhante, é um tipo diferente de ilusão. (Ver: Persistência da Visão)
A experiência clássica de demonstração do fenómeno beta envolve um indivíduo ou plateia fixando uma tela onde são apresentadas duas imagens em sucessão. A primeira imagem mostra uma bola no lado esquerdo do quadro e a outra a bola do lado direito. As duas imagens são exibidas em rápida sucessão. O apresentador pede que se explique o que se está vendo.
Normalmente, o observador responderá que viu uma bola que se move da esquerda para a direita. De facto, o processo cognitivo da percepção cria a conexão entre as duas imagens, que, parecendo uma única, provocam a ilusão de movimento.
O fenómeno beta também pode criar a ilusão de movimento para perto ou para longe do observador, em escalas diferentes no mesmo plano. Quando a primeira imagem é um objecto grande e a segunda é um objecto pequeno, o observador normalmente responde que viu o objecto afastar-se (aproximar-se, caso o tamanho das imagens na sucessão seja invertido).
Da mesma forma, se a primeira imagem mostrar um objecto sobre um fundo colorido e a segunda imagem mostrar o mesmo objecto sobre um fundo de cor semelhante à do próprio objecto, o observador entende que o objecto se afastou.